# Campionato americano femminile di pallacanestro 2015
Il 13º Campionato americano femminile di pallacanestro FIBA (noto anche come FIBA Americas Championship for Women 2015) si è svolto dall'8 al 16 agosto 2015 a Edmonton, nella provincia dell'Alberta, in Canada. Il Canada ha vinto il titolo per la seconda volta, battendo in finale Cuba.
I Campionati americani femminili di pallacanestro sono una manifestazione biennale tra le squadre nazionali organizzato dalla FIBA Americas. L'edizione 2015 garantisce alla squadra vincitrice l'accesso diretto al Torneo olimpico 2016.

## Classifica finale
|  | Qualificata alle Olimpiadi 2016 come nazione ospitante. |

|  |  |  | Qualificate per il Torneo di Qualificazione Olimpica. |

| Campione d'America | Campione d'America      | Campione d'America |
| --- | ----------------------- | --- |
| Canada4 Langlois, 5 Nurse, 6 Thorburn, 7 Raincock-Ekunwe, 8 Smith, 9 Ayim, 10 Fields, 11 Achonwa, 12 Murphy, 13 Tatham, 14 K. Plouffe, 15 M. Plouffe, All. Lisa Thomaidis |                         | |
| Argento | Cuba                    | Cuba4 Ochoa, 5 Casanova, 6 Galindo, 7 Gelis, 8 Romero, 9 Amargo, 10 Povea, 11 Cepeda, 12 Noblet, 13 Atíes, 14 Oquendo, 15 Ávila, All. Alberto Zabala                     |
| Bronzo | Argentina               | Argentina4 Rosset, 5 Santana, 7 Cabrera, 8 Boquete, 9 Fiorotto, 10 Burani, 11 Gretter, 12 Pavón, 13 González, 17 Vega, 21 Thomas, 44 Llorente, All. Cristian Santander   |
| 4. | Brasile                 | Brasile4 Iza Sangalli, 5 Débora, 6 Tainá, 7 Patty, 8 Iziane, 9 Jaqueline, 10 Gil, 11 Izabela Leite, 12 Karina, 13 Nádia, 14 Ramona, 15 Kelly, All. Luiz Zanon            |
| 5. | Venezuela               | Venezuela5 Silva, 6 Corrales, 7 García, 8 Márquez, 9 Wallen, 10 Ortega, 11 Durán, 12 Blanco, 13 Gárate, 14 Pérez, 16 Polanco, 17 Araujo, All. Óscar Silva                |
| 6. | Porto Rico              | Porto Rico5 Delgado, 6 Sepúlveda, 7 Bermúdez, 9 Gibson, 10 Meléndez, 11 García, 13 Díaz, 14 Plácido, 21 Roma, 23 del Rosario, 32 Martínez, 00 O'Neil, All. Jerry Batista |
| 7. | Ecuador                 | Ecuador4 Noblecilla, 5 Caicedo, 6 Pazmiño, 7 Angulo, 8 Vinueza, 9 Salcedo, 10 Barahona, 11 Mora, 12 Muñoz, 13 Lasso, 14 Chum, 15 Preciado, All. Eduardo Pinto            |
| 8. | Cile                    | Cile4 García, 5 Bermúdez, 6 Basáez, 7 Morrison, 8 Rojas, 9 Gamboa, 10 Cousiño, 11 Fuentes, 12 Abuyeres, 13 Koljanin, 14 Angotzi, 15 Leeper, All. Ricardo González        |
| 9. | Isole Vergini Americane | Isole Vergini Americane4 Ephraim, 5 Frett, 6 Day, 7 Matthew, 8 Bough, 9 Griffith, 11 Javois, 13 Johnson, 14 Hamilton, 15 Peters, All. William Colón                      |
| 10. | Rep. Dominicana         | Rep. Dominicana4 Zapata, 5 Morton, 6 Estrella, 7 Paniagua, 8 Abreu, 9 Evangelista, 10 Beltré, 11 Soto, 13 Peguero, 14 Hernández, 15 Monsac, All. Ariel Portuondo         |